# Mercat de Colom

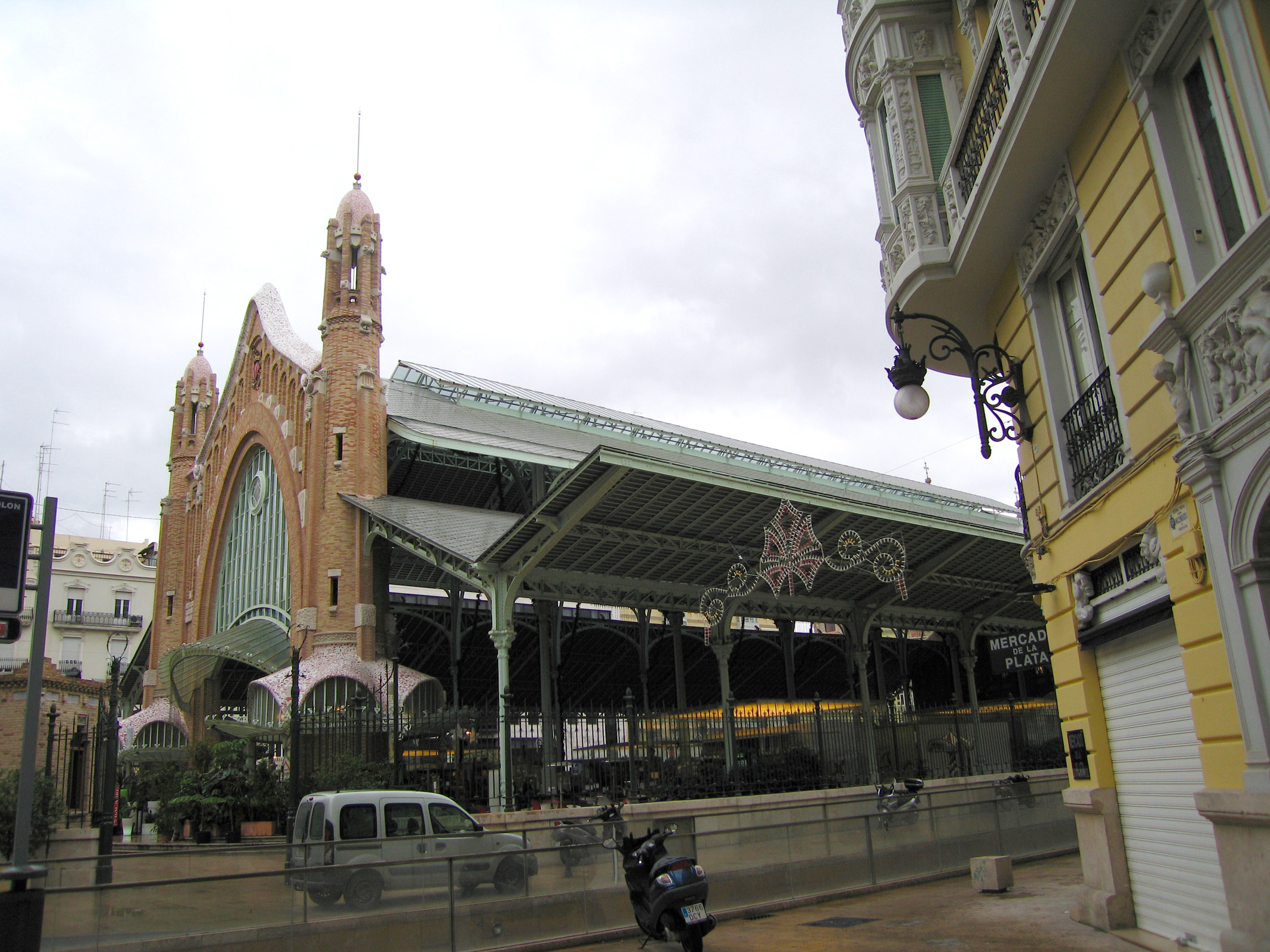
Façana i part de la coberta del Mercat de Colom

El Mercat de Colom és un edifici d'estil modernista de la ciutat de València situat al barri del Pla del Remei, rehabilitat el 2003 i hui dotat de botigues i restaurants de luxe.
Es bastí per tal de satisfer la demanda de l'Eixample burgès de València, en ple apogeu el 1914, quan el concebé l'arquitecte Francesc Mora i Berenguer i el 1916, quan fou inaugurat. És un extraordinari exemple d'arquitectura modernista i historicista dins la tradició constructiva valenciana, el més gaudinià de la ciutat, i monument historicoartístic des de 1983.

## Emplaçament
El Mercat de Colom es troba al districte de l'Eixample de València, dins el barri del Pla del Remei, entre el carrer de Colom i la Gran Via del Marqués de Túria. S'ubica a l'antiga fàbrica de gas del Marqués de Campo. Ocupa una illa de cases entre els carrers del Comte de Salvatierra, Jorge Juan, Martínez Ferrando i Ciril Amorós del Cap i Casal.

## Història
Els antecedents del Mercat de Colom es troben a les contínues peticions, des de 1890, de veïns de l'Eixample a l'Ajuntament per implantar-hi un mercat provisional o definitiu i evitar la venda ambulant que generava la demanda d'aliments o el desplaçament als allunyats mercats Central o de Russafa.
La gestació del projecte començà el 1910, amb la proposta de Francesc Mora per al Mercat Central, finalment adjudicada a Alexandre Soler i March i Francesc Guàrdia i Vial, on se suggerien moltes de les formes que posteriorment empraria en el projecte del Mercat de l'Eixample, el projecte definitiu del qual va ser presentat per Francesc Mora el 1913.
Es va inaugurar el 1916 i, amb el pas dels temps i l'obertura de modernes superfícies de venda d'aliments, el mercat entrà en decadència a les darreries del segle xx; els comerciants es jubilaven o simplement tancaven pel deteriorament, i la manca de manteniment espantava els clients.
Després de la restauració del 2003, el Mercat de Colom ha esdevingut una galeria comercial de luxe. Actualment compta amb un restaurant d'arquitectura modernista al primer pis; a la planta baixa hi ha floristeries, cafeteries i orxateries ubicades en cubicles de vidre avantguardistes, que contrasten amb la decoració modernista de l'edifici; el soterrani disposa d'una botiga especialitzada en llibres, música i cinema, un restaurant avantguardista, alguna parada de mercat de luxe (peix, vi, pernil, formatge, etc.) i una part central diàfana per a esdeveniments culturals. Les dues plantes de més avall són un aparcament.

## Arquitectura

### L'edifici
El Mercat de Colom té una superfície total de 3.500 m². Presenta planta basilical de tres naus, una central de 18,60 m d'alçària i dues laterals de 9,70 m de llum amb volades de 6 m a cada costat, organitzada en 9 crugies de 7 m de separació.
La diàfana estructura, sota la qual es disposaven les parades de mercat —ara botigues de luxe—, està formada per arcs de perfils reblats i caragols en els enllaços amb els pilars de fosa que suporten la coberta, de 8 i 5 m d'alçada, amb capitell i base ornamentada.

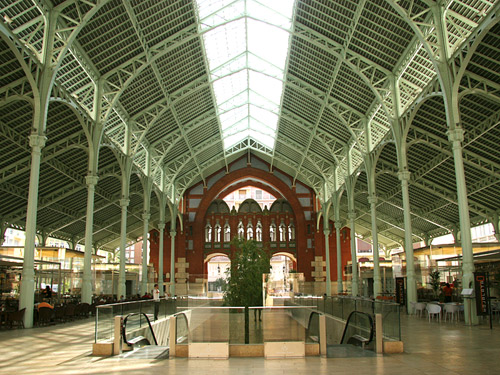
Interior del Mercat de Colom cap a la façana sud

El conjunt està delimitat per una reixa perimetral de ferro i pedra natural, als xamfrans de la qual s'alcen quatre xicotets edicles d'una sola planta.
L'accés al recinte es produeix per vuit grans portes que connecten còmodament amb l'entorn en tot el seu perímetre. Fetes de perfils i xapes d'acer i amb elements ornamentals de fosa i forja, les portes s'ubiquen als xamfrans i al centre de cada façana.

### Façanes
A la façana sud (c/ Jordi Joan) s'aixeca en un arc ogival de 16 m de clau i 13 m de llum entre suports, amb la profunditat d'una crugia. Enmig de l'arc, una galeria, abans destinada a oficines i ara a restaurant, fa de pont entre els dos pavellons situats a cada costat de la façana, la qual està feta a base de rajola, pedra artificial i pedra natural, amb un revestiment de mosaic ceràmic vitrificat en l'arc, les voltes interiors i els pinacles. Aquesta façana presenta un programa iconogràfic i simbòlic completíssim, on són presents les aus, les carns, els peixos, les hortalisses, els caragols, les flors i la fruita, especialment taronges.
Aquest plantejament del programa decoratiu era comú en altres arquitectes de l'època com ara Doménech i Montaner, Puig i Cadafalch o Gaudí, però el seu desenvolupament tan complet i exhaustiu recorda necessàriament a la Portada del Naixement de la Sagrada Família de Barcelona, de l'erecció de la qual va ser testimoni directe Francesc Mora durant els seus anys d'estudiant, a les seues visites al taller de Gaudí.
|  |  |

A diferència de la façana sud, la que mira al nord (c/ Comte de Salvatierra) consta d'un sol pla sense volumetria, executada també en fàbrica de rajola i combinació de pedra natural i artificial. El pla d'aquesta façana està limitat lateralment per sengles columnes troncocòniques acabades en pinacles, en el centre del qual s'obri un gran arc parabòlic de fàbrica de rajola de dimensions semblants a l'altre i el timpà del qual és tancat per una colossal vidriera. La part inferior d'aquesta es remata a uns 4 m d'altura mitjançant d'una marquesina de vidre sobre tancaments metàl·lics. En la base dels dos grans pinacles laterals s'ubiquen les parades de flors, de gran lleugeresa i coberta ondulada revestida també amb fragments ceràmics (trencadís). Aquesta façana manca d'ornamentació, llevat d'alguns detalls aïllats.
|  |  |

### Coberta
Donada la seua experiència al maneig d'estructures metàl·liques per a estacions de tren, com ara l'Estació del Nord de València, fou Demetri Ribes qui va dissenyar l'estructura metàl·lica de la coberta, amb marquesines laterals a diferents alçades que faciliten obertures longitudinals per a una millor il·luminació i ventilació de l'espai. Al llarg del carener s'obri una lluerna que il·lumina naturalment la nau.

## Mercat modernista
En tant que modernista, aquest edifici participa d'una vasta visió de l'arquitectura com a obra total, on el disseny s'estén des de la concepció de l'edifici fins cadascun dels elements que el componen, fent especial insistència en les arts aplicades. D'aquesta manera, Francesc Mora va posar especial interès en el disseny de les columnes de fosa de ferro, en la rajola, en la ceràmica policromada, el vidre, els carreus, la pedra artificial i la fusta.